# دهشال (آستانة أشرفية)
دهشال (بالفارسية: دهشال) هي قرية تقع في إيران في قسم دهشال الريفي. يقدر عدد سكانها بـ 502 نسمة بحسب إحصاء 2016.